# Berkley Center for Religion, Peace, and World Affairs
Das Berkley Center for Religion, Peace, and World Affairs (etwa: Berkley-Zentrum für Religion, Frieden und zwischenstaatliche Angelegenheiten) ist ein akademisches Forschungszentrum an der Georgetown University in Washington, DC, der ältesten römisch-katholischen, von Jesuiten geleiteten, Universität in den USA. Das 2006 gegründete Zentrum ist auf das interdisziplinäre Studium der Religions-, Ethik- und Politikwissenschaft spezialisiert. Der Gründungsdirektor des Berkley Centers ist Thomas Banchoff.
Das nach William Berkley benannte Zentrum möchte sich der Förderung des interreligiösen Dialogs widmen, mit dem Ziel, das weltweite kulturelle Verständnis zu verbessern.
Zu den Senior Fellows zählen der Soziologe José Casanova und David Hollenbach, beides Unterzeichner des Aufrufs zum Ausschluss der Russisch-Orthodoxen Kirche aus dem Ökumenischen Rat der Kirchen vom 23. Juli 2022, auch Jocelyne Cesari und verschiedene weitere Persönlichkeiten.
An der Georgetown University befindet sich auch die Edmund A. Walsh School of Foreign Service mit dem Prinz-al-Walid-bin-Talal-Zentrum für muslimisch-christliche Verständigung.